# Gangshan
Gangshan (chiń. upr. 冈山区; chiń. trad. 岡山區; pinyin Gāngshān qū; Wade-Giles Kang-shan ch’ü) – dzielnica (chiń. 區, qū) w rejonie Gangshan miasta wydzielonego Kaohsiung na Tajwanie. 
23 czerwca 2009 komitet przy Ministrze Spraw Wewnętrznych Republiki Chińskiej zarekomendował scalenie dotychczasowego powiatu Kaohsiung (chiń. trad. 高雄縣; pinyin Gāoxióng xiàn) i miasta wydzielonego Kaohsiung (chiń. trad. 高雄直轄市; pinyin Gāoxióng zhíxiáshì) w jedno miasto wydzielone; wszystkie gminy miejskie (chiń. 鎮, zhèn), jak Gangshan, miasta i gminy wiejskie wchodzące w skład powiatu zostały przekształcone w dzielnice (chiń. 區, qū). Ustawa weszła w życie 25 grudnia 2010 roku.
Populacja dzielnicy Gangshan w 2016 roku liczyła 97 643 mieszkańców – 49 166 kobiet i 48 477 mężczyzn. Liczba gospodarstw domowych wynosiła 34 866, co oznacza, że w jednym gospodarstwie zamieszkiwało średnio 2,8 osób.

## Demografia (2011–2016)
| Rok  | Liczba ludności | Gęstość zaludnienia | Kobiety | Mężczyźni | Gospodarstwa domowe |
| ---- | --------------- | ------------------- | ------- | --------- | ------------------- |
| 2011 | 97 417          | 2031                | 48 621  | 48 796    | 33 621              |
| 2012 | 97 587          | 2035                | 48 864  | 48 723    | 33 994              |
| 2013 | 97 800          | 2039                | 49 020  | 48 780    | 34 234              |
| 2014 | 97 751          | 2038                | 49 115  | 48 636    | 34 443              |
| 2015 | 97 827          | 2040                | 49 192  | 48 635    | 34 654              |
| 2016 | 97 643          | 2036                | 49 166  | 48 477    | 34 866              |